# Porque Puedo
Porque Puedo es el EP debut del rapero estadounidense Eladio Carrión. Fue lanzado el 1 de mayo de 2024 a través de Rimas Entertainment, cuatro meses después del lanzamiento de su quinto álbum de estudio Sol María.

## Antecedentes
Después del lanzamiento de Sol María, Carrión dijo en un comunicado de prensa: 

«Como Sol María es un álbum más comercial, sentí que le debía a mis fans algo de trap, como un álbum más comercial».

 Más tarde comenzó a trabajar en nueva música y finalmente el título del EP se convirtió en Porque Puedo, que lanzó con poco anuncio para coincidir con el comienzo de la gira Sol María. «Heavyweight», también fue lanzado como su sencillo principal el mismo día.

## Lista de canciones
| N.º   | Título               | Productor(es)                                   | Duración |  |
| 1.    | «Heavyweight»        | Hide Miyabi · Fonta · Aiden                     | 2:44     |  |
| 2.    | «Don Kbrn Freestyle» | Hide Miyabi · SterlingMadelt                    | 2:24     |  |
| 3.    | «Código G»           | BASSCHARITY · Hide                              | 2:31     |  |
| 4.    | «Henny Mood»         | Sean Turk · Digital Jet · Frank King · TOYOBEBE | 2:46     |  |
| 5.    | «Susanoo»            | BASSCHARITY · Hide Miyabi                       | 2:37     |  |
| 13:04 |                      |                                                 |          |  |

## Posicionamiento en listas
| Listas (2024)       | Mejor posición |
| ------------------- | -------------- |
| España (PROMUSICAE) | 18             |